# Parafia św. Wawrzyńca w Chorzowie
Parafia św. Wawrzyńca w Chorzowie – parafia rzymskokatolicka pod wezwaniem św. Wawrzyńca w Chorzowie.

## Historia
Parafia została wydzielona z parafii świętego Antoniego i erygowana 15 września 1978 roku. Od 1968 tworzyła samodzielny ośrodek duszpasterski. Świątynią parafialną jest drewniany kościół św. Wawrzyńca w Chorzowie z 1599 roku, który przeniesiono z Knurowa w 1935 roku. Opiekował się nim proboszcz parafii św. Antoniego i był to kościół filialny. Właścicielem kościoła gminy Chorzów i na niej spoczywał obowiązek konserwacji i remontów.
Kościołem filialnym jest kościół św. Józefa Robotnika pochodzący z XVII w. położony jest na terenie Górnośląskiego Parku Etnograficznego. Jest w nim od maja do października odprawiana niedzielna msza święta, odpust 1 maja, a w Wielką Środę droga krzyżowa z kościoła parafialnego.
Parafia nie ma własnego cmentarza. 
W latach 2006–2009 zbudowano nowy budynek plebanii. 

## Proboszczowie
- ks. Stanisław Krzoska (1978–1998)[6]
- ks. Józef Gawliczek (1998–2000)[6]
- ks. Eugeniusz Błaszczyk (2001– )[7]